# Ванде Матарам
Ва́нде Матара́м (бенг. বন্দে মাতরম্‌, санскр. वन्दे मातरम्) — національна пісня Індії. Не слід її плутати з гімном Індії. Слова пісні — це поема з новели Банкімчандри Чаттопадхая «Анандаматх», написана на мішанці мов бенґалі та санскриту у 1876 році, але опублікована лише в 1882. Назва пісні означає «Вітаю тебе, Батьківщино». На першій версії прапору Індії був напис «वन्दे मातरम्» (Ванде Матарам).

## Суперечки
24 січня 1950 року Національним Гімном незалежної Індії було обрано Джана Ґана Мана, хоча до цього часу гімном вважалась пісня Ванде Матарам. «Ванде Матарам» було відхилено, аби не образити мусульман, називаючи Індію індуїстським божеством «Мати Дурґа», тим самим ототожнюючи всю націю з індуїзмом. Хоча у перших двох віршах поеми «Ванде Матарам», що стали офіційною національною піснею Індії, й немає згадки про індуїстських богів, але в повній версії згадуються Дурґа й Лакшмі, а до того ж, поема є частиною книги Анандаматха, в якій мусульмани вгледіли антимусульманське послання.

## Слова
Перші два вірші Ванде Матарам офіційно вважаються Національною піснею Індії:
| Бенгальським шрифтом | Транскрипція | Шрифтом Деванаґарі | Транскрипція |
| --- | --- | --- | --- |
| বন্দে মাতরম্৷ সুজলাং সুফলাং মলয়জশীতলাম্ শস্যশ্যামলাং মাতরম্! বন্দে মাতরম্৷. শুভ্র-জ্যোৎস্না পুলকিত-যামিনীম্ ফুল্লকুসুমিত দ্রুমদলশোভিনীম্, সুহাসিনীং সুমধুরভাষিণীম্ সুখদাং বরদাং মাতরম্৷৷ বন্দে মাতরম্৷ | bônde matôrôm sujôlang sufôlang môlôyôjôshitôlam shôsyô shyamôlang matôrôm bônde matôrôm shubhrô jyotsna pulôkitô jaminim fullô kusumitô drumôdôlôshobhinim suhasining sumôdhurôbhashinim sukhôdang bôrôdang matôrôm bônde matôrôm | वन्दे मातरम्। सुजलाम् सुफलाम् मलयज शीतलाम् शस्यश्यामलाम् मातरम्। वन्दे मातरम्। शुभ्रज्योत्स्ना पुलकितयामिनीम् फुल्लकुसुमित द्रुमदलशोभिनीम् सुहासिनीम् सुमधुर भाषिणीम् सुखदाम् वरदाम् मातरम्।। वन्दे मातरम्। | vande mātaram IAST sujalāṃ suphalāṃ IAST malayajaśītalām IAST śasya śyāmalāṃ IAST mātaram IAST vande mātaram IAST śubhra jyotsnā IAST pulakita yāminīm IAST phulla kusumita IAST drumadalaśobhinīm IAST suhāsinīṃ IAST sumadhura bhāṣiṇīm IAST sukhadāṃ varadāṃ IAST mātaram IAST vande mātaram IAST |

## Переклад
Я вітаю тебе, Батьківщино,
З повноводними швидкими річками,
З яскравими родючими садами,
З прохолодними вітрами,
З темними від достатку хлібів полями,
Вільна батьківщино!
Її ночі наповнюють серце радістю в місячному сяйві,
Її землі прекрасні у вбранні з квітучих дерев,
Її сміх прекрасний і прекрасна мова,
Батьківщино, що даєш добро і щастя, вітаю тебе!